# 纯亲王
和碩純親王（穆麟德轉寫：Hošoi gulu cin wang），清朝世袭親王。康熙十三年（1674年），順治帝第七子隆禧被封為親王，封號純，未得世袭罔替，每次襲封需遞降一級，一共传了兩代兩位。

## 純親王
- 1674年－1679年：純靖親王隆禧 諡號靖
- 1680年－1681年：純親王富爾祜倫 隆禧一子，無嗣

## 純親王世系圖
| 純靖親王隆禧 1660-1674-1679   |  |  |  |  |  |
|                               |  |  |  |  |  |
| 純親王富爾祜倫 1679-1680-1681 |  |  |  |  |  |